# Adobe Systems
Adobe Inc. (indtil 3. oktober 2018 Adobe Systems Incorporated) er en amerikansk softwareproducent med hovedsæde i San Jose, Californien, USA.
Adobe blev etableret i december 1982 af Charles Geschke og John Warnock efter at de forlod forsknings- og udviklingsfirmaet Xerox PARC samt opkøbte softwarefirmaet Macromedia i december 2005, herunder rettighederne til Macromedias software.
Omkring 2012 skabte Adobe pakkesamlingen "Creative Cloud", en månedlig betaling for alle Adobes produkter. Denne pakke erstattet Adobes tidligere kendte pakkesamling "Creative Suite", som også kendes som CS pakken.

## Mest kendte udvalg af computerprogrammer
- Adobe Photoshop – billedbehandlingsprogram
  - Adobe Photoshop Lightroom – billedbehandlingsprogram
  - Adobe Photoshop Elements – billedbehandlingsprogram
- Adobe InDesign – avanceret desktop publishing program
- Adobe Flash (Tidligere Macromedia Flash) – animerings- og præsentationsprogram
- Adobe Dreamweaver (Tidligere Macromedia Dreamweaver) – avanceret programmeringsmiljø
- Adobe Acrobat – program til oprettelse og redigering af PDF-filer
- Adobe Illustrator – tegneprogram.
- Adobe Premiere Pro
- Adobe After Effects

## Hele udvalg af computerprogrammer
Afspillere
- Adobe Flash Player
- Adobe Reader
- Adobe Reader LE
- Adobe Shockwave Player
- Adobe SVG Viewer

Acrobat-familien
- Adobe Acrobat
- Adobe Acrobat Capture
- Adobe Acrobat Connect
- Adobe Acrobat 3D
- Adobe Document Center
- Create Adobe PDF Online
- Adobe Reader

Print publishing
- Adobe Creative Suite
- Adobe FrameMaker
- Macromedia FreeHand
- Adobe Graphics Server
- Adobe Illustrator
- Adobe InCopy
- Adobe InDesign
- Adobe PageMaker
- Adobe PDF JobReady
- Adobe PDF Print Engine
- Adobe Photoshop
- Adobe PostScript

Webdesign, udvikling og publishing
- Adobe Web Bundle
- Adobe Creative Suite
- Adobe Studio
- Adobe Captivate
- Adobe Contribute
- Macromedia Director
- Macromedia Dreamweaver
- Macromedia Fireworks
- Macromedia Flash
- Macromedia FreeHand
- Adobe GoLive
- Macromedia HomeSite
- Adobe Illustrator
- Motif Ad Kit 2
- Adobe Photoshop
- Edge Tools and Services
- PhoneGap

Værktøjer til kommunikation og samarbejde
- Adobe Acrobat
- Macromedia Breeze
- Macromedia FlashPaper
- Adobe Presenter

Nogen af produkterne kan være nævnt to gange pga. kategoriopdelingen.

## Ekstern kilde/henvisning
- Adobe Systems website